# Bayport (Floride)
Pour les articles homonymes, voir Bayport.
Bayport est une census-designated place du comté de Hernando, dans l'État de Floride, aux États-Unis,. En 2020, elle compte une population de 458 habitants.